# Phyllanthus dracunculoides
Phyllanthus dracunculoides är en emblikaväxtart som beskrevs av Henri Ernest Baillon. Phyllanthus dracunculoides ingår i släktet Phyllanthus och familjen emblikaväxter.
Artens utbredningsområde är Nya Kaledonien.

## Underarter
Arten delas in i följande underarter:
- P. d. amieuensis
- P. d. dracunculoides
- P. d. tiwakaensis